# 2018年の中華人民共和国
2018年の中華人民共和国 （2018ねんのちゅうかじんみんきょうわこく）では、2018年の中華人民共和国に関する出来事について記述する。

## 最高指導者等
- 中国共産党中央委員会総書記（最高指導者）
  - 第5代: 習近平 （2012年11月15日 - ）
- 国家主席
  - 第7代: 習近平 （2013年3月14日 - ）
- 国務院総理
  - 第7代: 李克強 （2013年3月15日 - ）
- 全人代常務委員会委員長
  - 第9代: 張徳江 （2013年3月14日 - 2018年3月17日）
  - 第10代: 栗戦書 （2018年3月17日 - ）
- 全国政治協商会議主席
  - 第8代: 兪正声 （2013年3月11日 - 2018年3月14日）
  - 第9代: 汪洋 （2018年3月14日 - ）
- 国家監察委員会主任
  - 第1代: 楊暁渡 （2018年3月18日 - ）

## できごと

### 1月
- 1月1日 -  香港、中国本土と香港を結ぶ高速鉄道の駅に本土の法律が適用されることに、民主派による抗議デモが発生[1]。
- 1月5日 - 昨年12月の国連安保理制裁決議に基づき、北朝鮮向け原油の輸出を制限すると発表[2]。

### 2月
- 2月17日 - チベット自治区ラサのチベット仏教寺院ジョカン寺（中国名：大昭寺、世界文化遺産）で火災が発生[3]。

### 5月
- 5月1日 - ドミニカ共和国と国交樹立[4][5][6]。
- 5月28日 - 中国中央テレビの元キャスター・崔永元は新浪微博で、女優の范冰冰の巨額な脱税疑惑を暴露した[7][8]。

### 7月
- 7月1日 - 中国海警局が中国人民武装警察部隊に編入された[9]。
- 7月3日 - 海航グループの会長・王健がフランス・プロバンス地方のボニユー村で転落死した[10]。
- 7月10日 - 2015年に浙江省温州市の軍事施設周辺でスパイ行為容疑により拘束された愛知県の男性（54歳）に、浙江省中級人民法院が懲役12年の実刑判決を言い渡した[11][12]。
- 7月16日 - 吉林省長春のワクチンメーカー長春長生生物科技が国内で乳児が接種を受ける狂犬病ワクチンの生産記録を捏造したことが発覚し、吉林省食品薬品監督管理局から生産停止命令を受けた[13][14]。

### 9月
- 9月29日 - フランス・リヨン在住の国際刑事警察機構総裁、公安部副部長の孟宏偉が同日、中国に帰国した後に連絡がつかなくなった[15]。

### 10月
- 10月3日 - 税務当局は脱税容疑で長期間にわたり行方不明になった范冰冰に対して、追徴課税や滞納金、罰金を合わせ8億8000万元余りの支払いを命じた[16]。
- 10月28日 - 重慶市万州区での路線バス事故で13人が死亡、2人が行方不明となった（重慶万州路線バス転落事故）[17]。

## 周年
- 5月12日 - 四川大地震から10年。